# サムスンタワーパレス
座標: 北緯37度29分18.5秒 東経127度03分14.5秒 / 北緯37.488472度 東経127.054028度
サムスンタワーパレスは、韓国ソウル特別市江南区道谷洞に位置するサムスン物産によって建設された高層マンション群。

## 概要
2002年から2004年にかけて建設された。
A棟からG棟の7つの棟があり、その中でもG棟は264mで73階まであり、北東アジア貿易タワーの完成までは韓国一高いビルであった。
その他の棟の高さは、B棟234m、A棟・C棟209m、E棟・F棟191m、D棟153mとなっている。
セキュリティにはハイテクが採用されており、エントランスや玄関でカードキーや指紋認証でドアを開けることができる。また、建物内すべてが自動化されており、自動化されたホームネットワークのことを「ホームビタ」と呼ぶ。部屋全体を居住者の携帯電話でコントロールすることができる。例えば、冬に居住者は部屋に戻る前にオンドルの電源を付けて部屋を暖かくすることや、ドアの施錠をすることができる。また、特定の人物を登録をすれば一定の時間の間のみ指紋認証などによって玄関のドアを開ける設定もできる。

## 交通アクセス
- ソウル交通公社3号線・韓国鉄道公社盆唐線 道谷駅